# Santa María Amajac
Santa María Amajac är en ort i Mexiko.   Den ligger i kommunen Atotonilco el Grande och delstaten Hidalgo, i den sydöstra delen av landet, 110 km norr om huvudstaden Mexico City. Santa María Amajac ligger 1 687 meter över havet och antalet invånare är 1 457.
Terrängen runt Santa María Amajac är huvudsakligen kuperad. Santa María Amajac ligger nere i en dal. Runt Santa María Amajac är det ganska glesbefolkat, med 27 invånare per kvadratkilometer. Närmaste större samhälle är Atotonilco el Grande, 8,7 km sydost om Santa María Amajac. I omgivningarna runt Santa María Amajac växer huvudsakligen savannskog.